# Новий Тевріз
Новий Теврі́з (рос. Новый Тевриз) — село у складі Каргасоцького району Томської області, Росія. Входить до складу Середньовасюганського сільського поселення.

## Населення
Населення — 226 осіб (2010; 369 у 2002).
Національний склад (станом на 2002 рік):
- росіяни — 87 %
- німці — 4 %